# Henri Bouchet-Doumenq

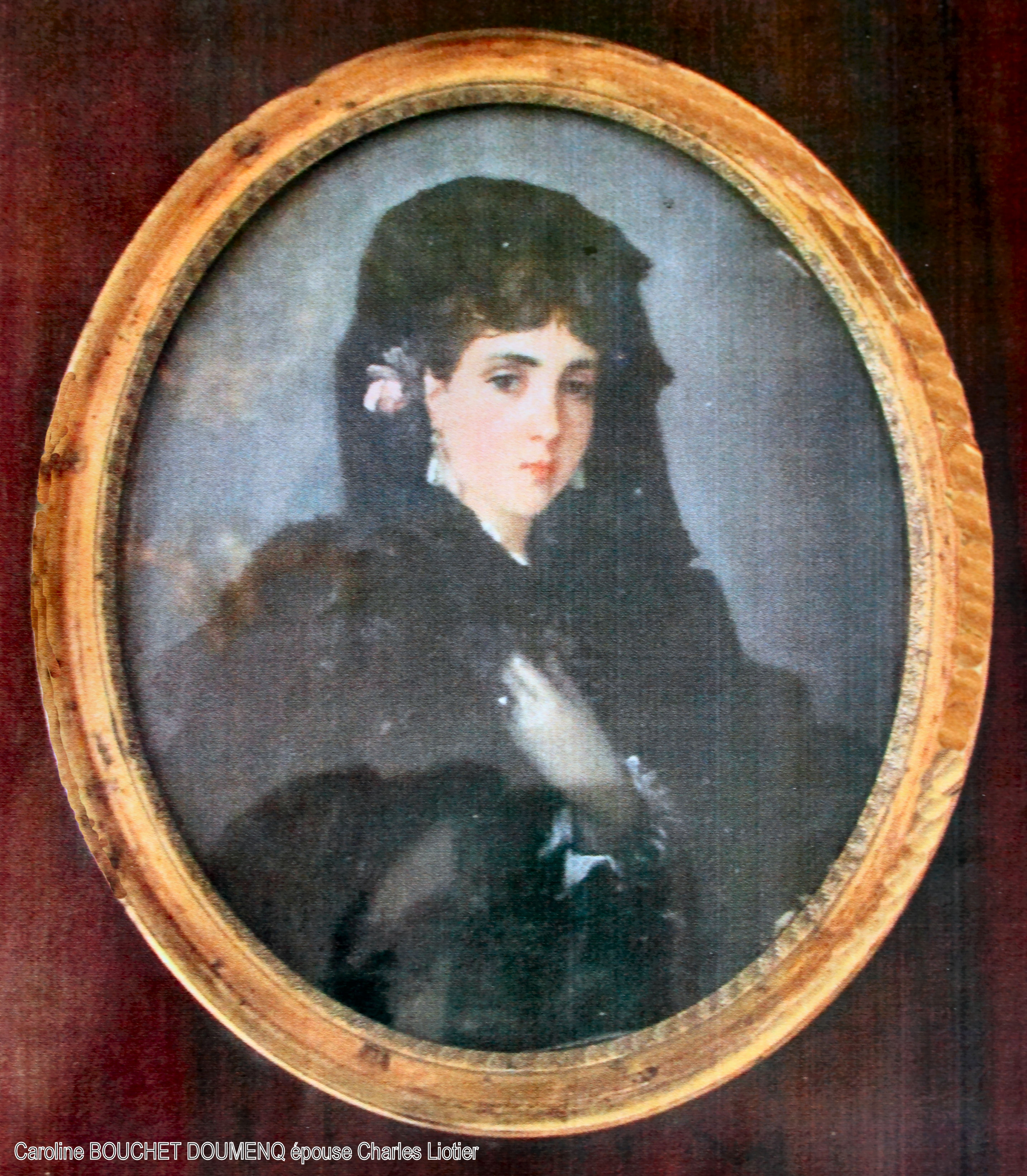
Caroline Bouchet-Doumenq

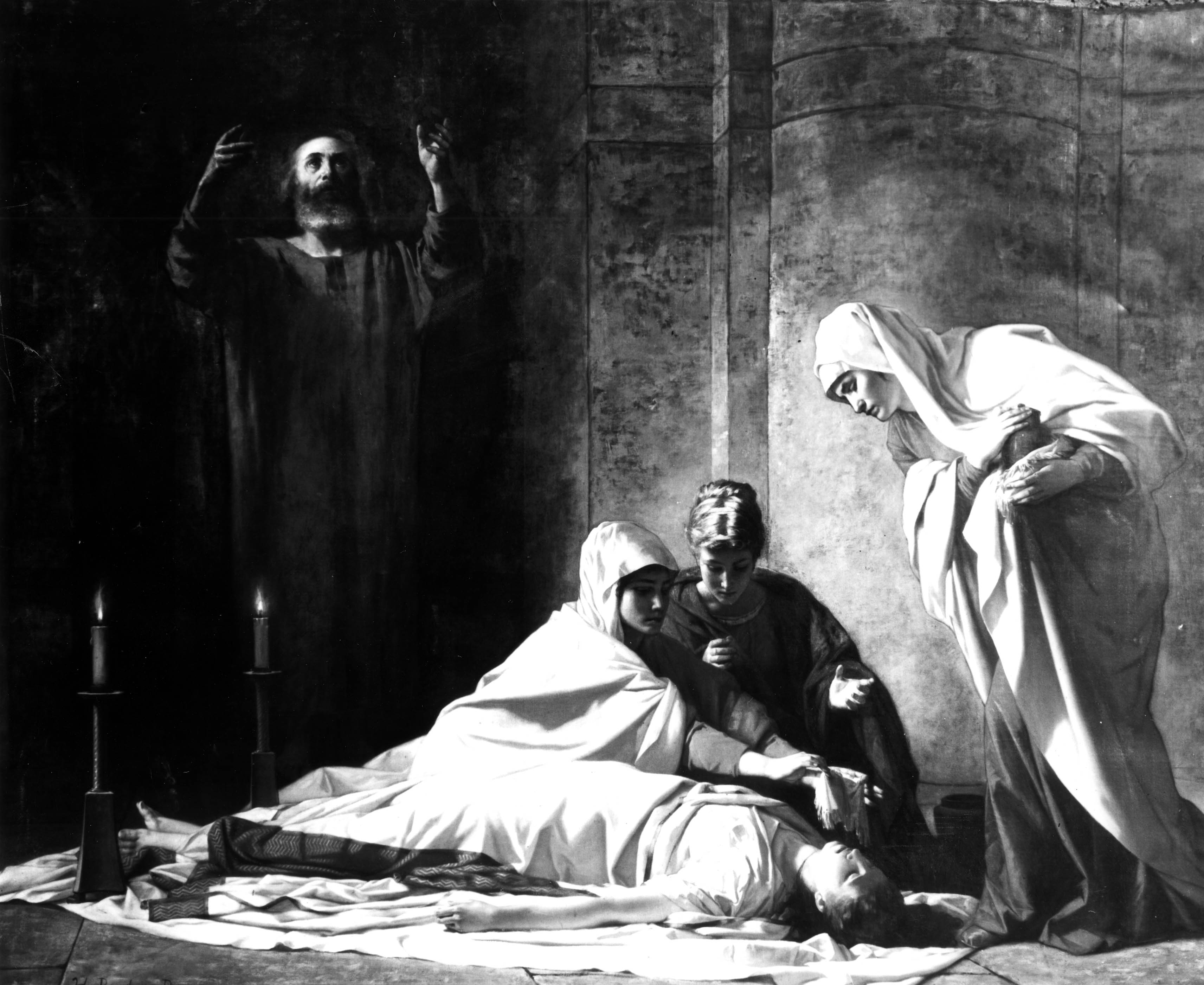
Martyre de Santa Cecília por Henri Bouchet-Doumenq.

Henri Bouchet-Doumenq (Paris, 13 de maio de 1834 - Paris, 12 de setembro de 1908) (o nome também é grafado como: Bouchet-Doumeng, Bouchet-Doumencq, Boucher-Doumencq, Boucher-Doumeng, Doumenq-Boucher) foi um pintor francês do século XIX, especializado em retratos e paisagens. 
Ele foi o segundo filho do pintor amador Charles Bouchet-Doumenq, cuja família era de Montpellier; uma obra de Charles está exposta na Fundação Calvet. Sua mãe, Antoinette Bonpard, era natural de Vallant-Saint-Georges. A casa da família também foi compartilhada por um amigo do pai, Auguste-Barthélemy Glaize, originalmente de Montpellier. Doumenq estudou pintura com Glaize e o pintor suíço Marc-Charles-Gabriel Gleyre da École des Beaux-Arts em Paris. Doumenq era amigo do pintor Eugène Castelnau, e foi através dele que ele conheceu Frédéric Bazille em 1862. Ele exibiu suas pinturas em várias ocasiões, incluindo La Chanteuse em 1865, Jeune fille faisant un bouquet em 1870, Henri BD au Salon de 1878 em 1878, La rêveuse (Arles) (n° 429) (1880), Jeune mère Arlésienne (n ° 317) (1883) e Dans le Jardin (1886). Suas obras estão presentes nas coleções de vários museus, Museu Calvet (Avignon), Museu Petiet (Limoux), Biblioteca e Museu Inguimbertine City (Carpentras) e Museu de Belas Artes (Limoges). 
Ele tinha pelo menos uma irmã, Caroline. Em 1880, aos 46 anos, Doumenq se casou com sua aluna de arte, Madalena Bernard (1854-1896), com quem teve dois filhos, Pierre-Charles (1887-1890) Jean (1893-1915). 